# 波特曼广场

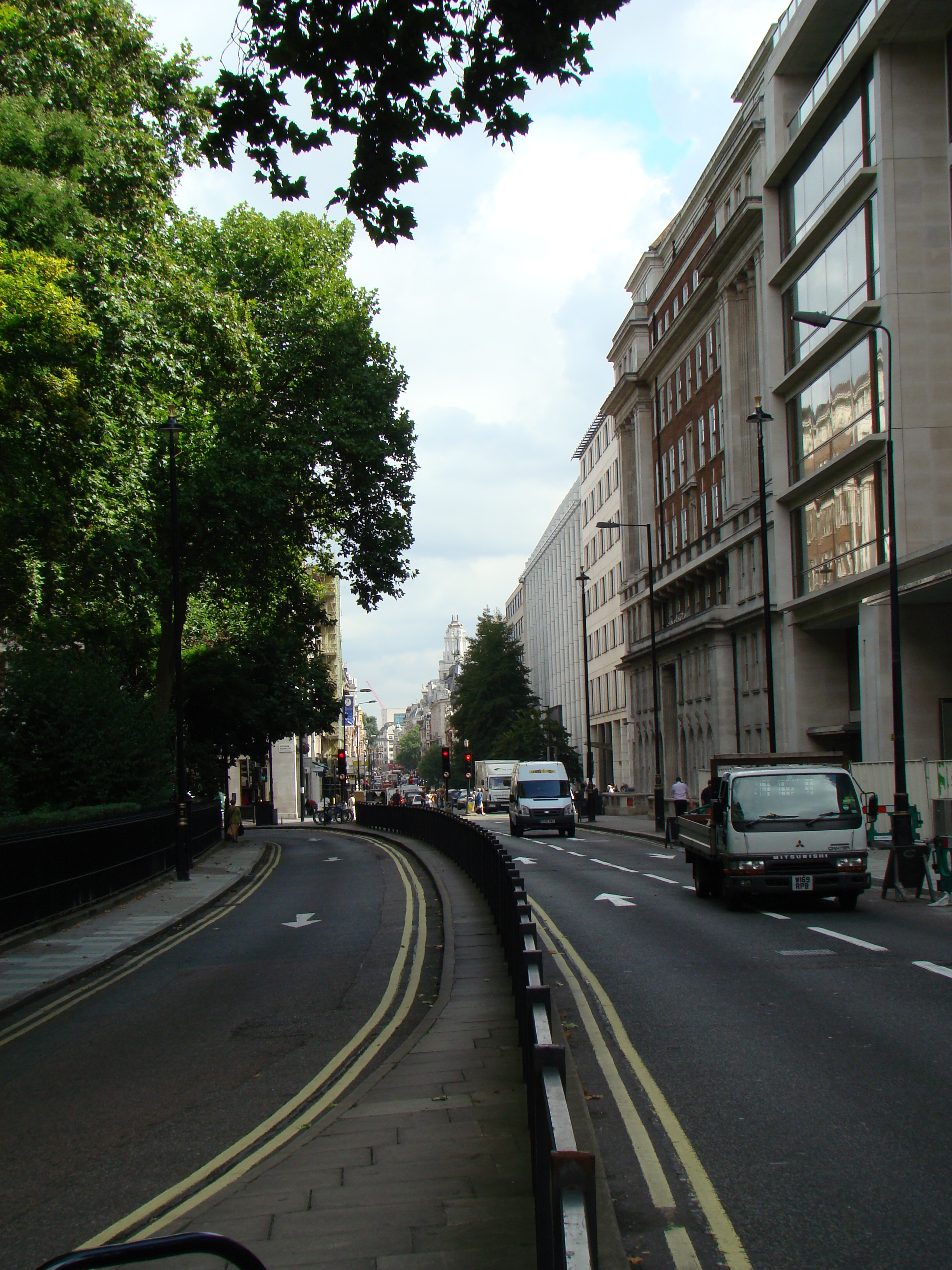

波特曼广场（Portman Square）是伦敦西区的一个广场，位于威格莫尔街西端（东端为卡文迪什广场）。
波特曼广场开辟于1674到1684年，属于亨利·威廉·波特曼。多位贵族在此建立府邸。
- 20号  - 休谟府，1773年罗伯特·亚当为休谟伯爵夫人兴建。
- 22号  - 蒙塔古府，广场西北角，1777年由詹姆斯·斯图尔特为伊丽莎白蒙塔古夫人兴建。
- 30号  - 丘吉尔酒店